# Die Farbe der Luft
Die Farbe der Luft ist ein deutscher Spielfilm von Oliver Moser aus dem Jahr 2024. Die Uraufführung fand am 28. September 2024 auf dem Filmfest Hamburg statt.

## Handlung
Drei Geschwister treffen sich in ihrem Elternhaus, um die Habseligkeiten ihrer Kindheit zu sichten und das Haus anschließend zu verkaufen. Dabei entdeckt eine der Schwestern ein vergessenes Foto, das einen jungen Mann namens Sergei am Zaun vor dem Haus zeigt. Sergei war einst ihr Geliebter und kam bei einem tragischen Unfall ums Leben. Ihre hartnäckigen Nachforschungen über die Herkunft des Fotos ergeben, dass alle Geschwister in unterschiedlichem Maße an Sergeis Unfall beteiligt waren und dass seitdem ein Schatten über der Familie liegt, den sie nicht mehr loswerden.

## Hintergrund
Die Farbe der Luft ist eine Produktion der Deutschen Film- und Fernsehakademie Berlin in Ko-Produktion mit Rausch Film und Jost Hering Filme. Es ist der Diplomfilm von Autor und Regisseur Oliver Moser. Für das Drehbuch wurde er zusammen mit Autorin Linda König bereits für den Emder Drehbuchpreis 2023 nominiert. Gedreht wurde im Sommer 2023 in Berlin.